# Bonita, California
Bonita este o localitate cu statut de loc populat din comitatul San Diego,  California,  Statele Unite ale Americii. În anul 2004 avea circa 12.900 locuitori. Localitatea o suprafață de 13,2 km². Așezarea inițială a început să se dezvolte după 1888, anul construcției barajului din apropiere.